# BROTHERS
『BROTHERS』（ブラザーズ）は、田島昭宇による漫画。

## 概要
「月刊コミックコンプ」にて1991年から1992年にかけて連載された。
原形は、1987年に少年キャプテン増刊「COMICカーニバル」Vol.1（徳間書店）に掲載された読み切り版「BROTHERS」。
特別編は「月刊コミックコンプ」1994年一月号増刊に掲載された『BROTHERS High school』。2000年に、カドカワコミックス・エースとして再版されている。

## あらすじ
主人公は三卵性の三つ子である、中学生の赤井兄妹。いつの頃からか春平と恭平は実の妹である餡子のことが好きになってしまうが、なかなかその気持ちを伝えられずにいた。

## 登場人物
赤井 春平（あかい しゅんぺい）
長男。ごく普通の中学二年生。髪は栗色。妹の餡子のことが気になっている。普段は大人しいが、恭平とは餡子のことで殴り合いの喧嘩をしたことがある。また、餡子のことを一番に心配しており、一学年上の不良グループが相手であろうと倒したことがある。当初は「高校なんて入れればどこでもいい」と言っていたが、餡子が超エリート校である角川高校を受験することを知ってからは、エリート野郎に取られないようにする為に受験し合格した。回を追うごとに髪型や顔つきが変わってきている。
赤井 恭平（あかい きょうへい）
次男。中学二年生。ヤンキーでバンドマン。兄妹以外に対してはとにかく喧嘩っ早い。また、小学生の時に｢狂平」の名前でロックバンドグループのメンバーに所属していたが、敵対していたバンドグループのリーダーをライブ中の喧嘩で失明させたことがある。三年生になった春休み明けに髪を真っ赤に染めて登校し、それが原因で一時期ボウズになっていた（寝ている時に父親の平地にバリカンで剃られた）。春平と共に超エリート校である角川高校に必死で勉強、受験し、見事合格した。春平のことを｢アニキ」と呼んでいる。
なお、前述のロックバンド「バトルキッズM」はリーダーの“赤髪の男”が責任をとるも、護送中に逃亡したため解散した。
赤井餡子（あかい あんこ）
長女。春平と恭平の妹。中学二年生。性格は明るく元気で優しい。学校では同学年の男子生徒にかなり人気がある。自分のことを好きになっている春平や恭平の気持ちを知らない。三兄妹の中では一番のしっかり者。実は角川高校は受験の時の滑り止めで、アメリカ留学を考えていたが、春平や恭平のことが心配でアメリカ行きの飛行機に乗るのを途中でキャンセルした。従弟で幼児の純平に告白された時は苦笑していた。春平のことを「春ちゃん」、恭平のことを「恭ちゃん」と呼んでいる。